# Kralovka Arena
Kralovka Arena – hala sportowa znajdująca się w Pradze. Organizowe są w niej zawody w koszykówce, unihokeju i badmintonie.
W 2017 roku rozegrane zostały na niej Mistrzostwa Europy w Koszykówce Kobiet.